# Imperial Bank Tower
Imperial Bank Tower je 22. nejvyšší výšková budova v San Diegu. Má 24 pater, výšku 108 metrů a dokončena byla v roce 1982.